# Eidgenössische Abstimmung über die Totalrevision des CO2-Gesetzes
Die Eidgenössische Abstimmung über die Totalrevision des CO2-Gesetzes war eine schweizerische Referendumsabstimmung über das Bundesgesetz vom 25. September 2020 über die Verminderung von Treibhausgasemissionen (CO2-Gesetz). Die Vorlage wurde am 13. Juni 2021 mit einer Mehrheit von 51,59 % abgelehnt.

## Hintergrund
Im Jahr 2017 ratifizierte die Schweiz das Klimaübereinkommen von Paris. Sie verpflichtet sich damit, ihre Treibhausgas-Emissionen gegenüber dem Stand von 1990 zu halbieren. Die Schweizer Regierung schlug deshalb am 1. Dezember 2017 eine Totalrevision des CO2-Gesetzes vor, um diese Verpflichtung auf nationaler Ebene umzusetzen.

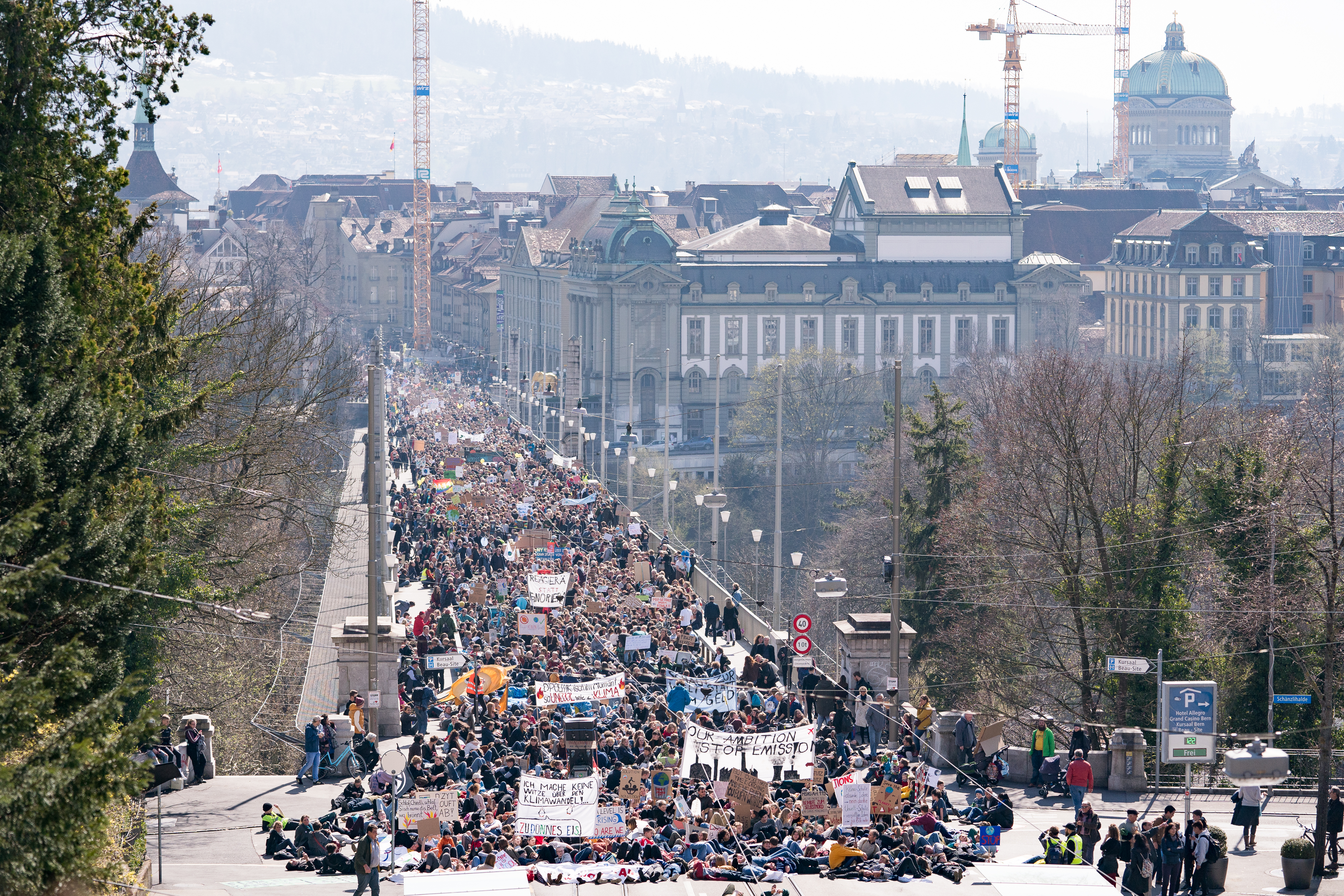
Kundgebung der Klimastreikbewegung mit dem Bundeshaus im Hintergrund

Im Nationalrat erlitt die Vorlage 2018 vorerst Schiffbruch. Den einen gingen die Massnahmen zu wenig weit, die anderen waren grundsätzlich gegen das Gesetz. Die Vorlage wurde in der Gesamtabstimmung mit 92 gegen 60 Stimmen und 43 Enthaltungen abgelehnt.
Das politische Klima veränderte sich jedoch unter dem Eindruck der Klimastreikbewegung im Jahr 2019. Der Ständerat beschloss im September 2019 weitergehende Massnahmen als von der Regierung vorgeschlagen. So namentlich eine Flugticketabgabe. Der Nationalrat wurde in den Parlamentswahlen vom Oktober 2019 wegen des Klima-Themas viel «grüner», indem Grüne und Grünliberale viele Sitze gewannen. Der Nationalrat folgte nun dem Ständerat und lehnte dabei Anträge für Verschärfungen und Abschwächungen meist ab.
In den Schlussabstimmungen wurde das Gesetz am 25. September 2020 angenommen, im Nationalrat mit 129 gegen 59 Stimmen und 8 Enthaltungen und im Ständerat mit 33 gegen 5 Stimmen und 6 Enthaltungen.

## Abstimmungstext
Weil es sich um eine Totalrevision des CO2-Gesetzes handelt, umfasst der Gesetzestext 39 Seiten. Der Gesetzestext wurde am 6. Oktober 2020 im Bundesblatt veröffentlicht.

## Positionsbezüge
Für die Totalrevision des CO2-Gesetzes sprachen sich alle Parteien der Schweiz aus, mit Ausnahme der EDU und SVP. Bundesrat, Nationalrat und Ständerat positionierten sich für die Gesetzesänderung. Zudem wurde es von den Kantonen, dem Städteverband, dem Gemeindeverband, der Schweizerischen Arbeitsgemeinschaft für die Berggebiete, den Umweltorganisationen, den Mobilitätsverbänden Touring Club Schweiz (TCS) und Verkehrs-Club Schweiz (VCS) sowie von zahlreichen Verbänden der Wirtschaft (z. B. Economiesuisse, Bankiervereinigung, Swissmem, Bauen Schweiz, Baumeisterverband, Bauernverband) unterstützt. Zudem hatten sich mehr als 100 Wissenschaftler dem überparteilichen Ja-Komitee angeschlossen.
Das Referendumskomitee bestand aus verschiedenen Verbänden aus der Autobranche, der Gebäude- und der Mineralölbranche. Für ein «Nein» positionierten sich neben dem Referendumskomitee auch einige Regionen der Klimastreikbewegung.

## Argumente der Gegner
Gegner des Gesetzes aus Wirtschaftskreisen sagten, dieses sei teuer und nutzlos (die CO2-Emissionen der Schweiz würden nur einen geringen Teil zum weltweiten Ausstoss beitragen); zudem habe es finanzielle Auswirkungen für den Mittelstand und die KMU, die sich mit zusätzlichen Abgaben und Vorschriften konfrontiert sähen. Das neue CO2-Gesetz führe zu mehr Bürokratie, mehr Verboten, mehr Vorschriften und neuen Steuern und Abgaben. Dabei sei die Schweiz auch ohne CO2-Gesetz klimapolitisch vorbildlich unterwegs.
Westschweizer Regionen der Klimastreikbewegung argumentierten, das vorliegende CO2-Gesetz sei der falsche Weg, weil es eine Lösung der Klimakrise vortäusche. Ausserdem bitte das Gesetz nicht diejenigen zur Kasse, welche an der Quelle der Emissionen sitzen, sondern würde die Konsumenten in die Pflicht nehmen.

## Argumente der Befürworter
Die Schweizer Regierung hielt in ihrem Abstimmungsbüchlein fest: Mit dem revidierten CO2-Gesetz knüpfe die Schweiz an ihre bisherige Klimapolitik an und verstärke diese. Das Gesetz setze weiterhin auf die Kombination von finanziellen Anreizen, Investitionen und neuen Technologien. Klimafreundliches Verhalten werde belohnt. Wer hingegen viel CO2 verursache, zum Beispiel wer viel fliegt, zahlt mehr. Beim Verkehr sorge das Gesetz dafür, dass Fahrzeuge auf den Markt kommen, die weniger Benzin und Diesel verbrauchen. «Wird das neue CO2-Gesetz abgelehnt, ist sicher, dass die Schweiz das Ziel verfehlt, den Treibhausgas-Ausstoss bis 2030 gegenüber dem Wert von 1990 zu halbieren (Übereinkommen von Paris)», so der Bundesrat.
Mehr als die Hälfte der Gelder aus der CO2-Abgabe und der Flugticketabgabe werde an die Bevölkerung zurückverteilt. Jede Person erhalte den gleichen Betrag. Familien würden somit für jedes Mitglied eine Rückvergütung bekommen. Das Geld werde über die Krankenkassenprämie gutgeschrieben.
Das Ja-Komitee argumentierte, dass es einen internationalen Effort für den Klimaschutz brauche und dass die Schweiz mit diesem Gesetz ihren Beitrag leiste. Zudem sei das CO2-Gesetz verursachergerecht und gesundheitsförderlich und durch den Rückverteilungsmechanismus fair und solidarisch ausgestaltet.

## Meinungsumfragen
| Institut    | Auftraggeber | Datum          | Ja | Eher Ja | Unentschieden Keine Antwort | Eher Nein | Nein |
| ----------- | ------------ | -------------- | -- | ------- | --------------------------- | --------- | ---- |
| LeeWas GmbH | Tamedia      | 28. Mai 2021   | 49 | 4       | 1                           | 4         | 42   |
| gfs.Bern    | SRG SSR      | 22. Mai 2021   | 38 | 16      | 3                           | 13        | 30   |
| LeeWas GmbH | Tamedia      | 12. Mai 2021   | 42 | 8       | 4                           | 6         | 40   |
| LeeWas GmbH | Tamedia      | 27. April 2021 | 43 | 11      | 3                           | 8         | 35   |
| gfs.Bern    | SRG SSR      | 23. April 2021 | 36 | 24      | 5                           | 15        | 20   |

Bemerkungen: Angaben in Prozent. Das Datum bezeichnet den mittleren Zeitpunkt der Umfrage, nicht den Zeitpunkt der Publikation der Umfrage.

## Volksabstimmung

Abstimmungsergebnisse nach Kantonen

Die Vorlage wurde am 13. Juni 2021 vom Volk abgelehnt. 51,6 Prozent stimmten mit Nein, 48,4 Prozent mit Ja. Abgelehnt wurde damit die Neufassung des CO2-Gesetzes.
Durch die gleichzeitige Vorlage von mehreren Agrarinitiativen bei den Abstimmungen am 13. Juni 2021 war bei der ländlichen Bevölkerung intensiver mobilisiert worden; Teile der Klimabewegung lehnten die Neufassung ebenfalls ab oder unterstützten diese nicht, auch sei die Rückverteilung der Lenkungsabgaben an die Bevölkerung zu wenig deutlich sichtbar gewesen.
| Kanton                           | Ja (%) | Nein (%) | Beteiligung (%) |
| -------------------------------- | ------ | -------- | --------------- |
| Zürich                           | 55,4 % | 44,6 %   | 59,46 %         |
| Bern                             | 48,5 % | 51,5 %   | 62,27 %         |
| Luzern                           | 48,0 % | 52,0 %   | 65,23 %         |
| Uri                              | 35,0 % | 65,0 %   | 63,51 %         |
| Schwyz                           | 34,5 % | 65,5 %   | 68,51 %         |
| Obwalden                         | 36,2 % | 63,8 %   | 71,40 %         |
| Nidwalden                        | 38,2 % | 61,8 %   | 68,29 %         |
| Glarus                           | 39,9 % | 60,1 %   | 59,46 %         |
| Zug                              | 47,7 % | 52,3 %   | 67,46 %         |
| Freiburg                         | 44,4 % | 55,6 %   | 61,89 %         |
| Solothurn                        | 43,9 % | 56,1 %   | 59,14 %         |
| Basel-Stadt                      | 66,6 % | 33,4 %   | 58,08 %         |
| Basel-Landschaft                 | 47,0 % | 53,0 %   | 59,38 %         |
| Schaffhausen                     | 46,5 % | 53,5 %   | 72,52 %         |
| Appenzell Ausserrhoden           | 42,5 % | 57,5 %   | 66,12 %         |
| Appenzell Innerrhoden            | 35,1 % | 64,9 %   | 65,13 %         |
| St. Gallen                       | 42,9 % | 57,1 %   | 59,59 %         |
| Graubünden                       | 46,6 % | 53,4 %   | 59,74 %         |
| Aargau                           | 44,0 % | 56,0 %   | 59,02 %         |
| Thurgau                          | 40,5 % | 59,5 %   | 61,39 %         |
| Tessin                           | 44,5 % | 55,5 %   | 48,66 %         |
| Waadt                            | 53,2 % | 46,8 %   | 57,78 %         |
| Wallis                           | 39,1 % | 60,9 %   | 59,39 %         |
| Neuenburg                        | 52,6 % | 47,4 %   | 53,82 %         |
| Genf                             | 61,4 % | 38,6 %   | 50,84 %         |
| Jura                             | 41,8 % | 58,2 %   | 58,67 %         |
| Schweizerische Eidgenossenschaft | 48,4 % | 51,6 %   | 59,70 %         |